# Alstroemeria pudica
Alstroemeria pudica este o specie de plante monocotiledonate din genul Alstroemeria, familia Alstroemeriaceae, descrisă de Pierfelice Ravenna. Conform Catalogue of Life specia Alstroemeria pudica nu are subspecii cunoscute.